# Sonia Delaunay
Sarah Eliivna Stern (Hradyzk, 1885-París, 1979), más conocida como Sonia Delaunay, fue una pintora y diseñadora ucraniana nacionalizada francesa. Junto con su marido Robert Delaunay fueron grandes representantes del arte abstracto y creadores del simultaneísmo.

## Infancia y formación
Nació el 14 de noviembre de 1885 en una familia muy modesta que ya tenía tres hijos, ante la imposibilidad de hacerse cargo de la niña, la familia la envió a casa de sus tíos maternos Anna y Heinrich Terk que no tenían hijos, en un principio la acogieron y finalmente la adoptaron legalmente. El tío era abogado de prestigio en San Petersburgo, y amante del arte, poseía una gran colección de pinturas de la Escuela de Barbizon, y Sarah Sophie (Sonia) creció rodeada de obras de arte y disfrutando del ambiente cultural de la ciudad. Pasaba las vacaciones en Finlandia, Suiza, Alemania e Italia donde también visitaba los museos. En 1903, la familia Terk la envió a Alemania para continuar sus estudios en la Universidad de Karlsruhe, y fue allí donde descubrió la pintura moderna. Estudió dibujo en esta institución con Schmitd-Reuter. Dos años más tarde se trasladó a París y se matriculó en la Academie de la Palette, donde tuvo como compañeros de taller en Amédée Ozenfant, André Dunoyer de Segonzac y Jean Louis Boussingault. Durante esta época se inició en el mundo del grabado de la mano de Grossman.

## Épocafauvey nuevas amistades
A partir de 1907 vemos en sus pinturas la influencia del expresionismo alemán, de Vincent van Gogh y de Paul Gauguin, como por ejemplo Philomène, Jeune finlandaise o Desnudo amarillo. Esta etapa duró aproximadamente un año y pronto se decantó por el estilo fauve. En 1908 realizó una exposición de sus pinturas de estilo fauvista en la galería de Wilhelm Uhde, donde conoció Robert Delaunay.

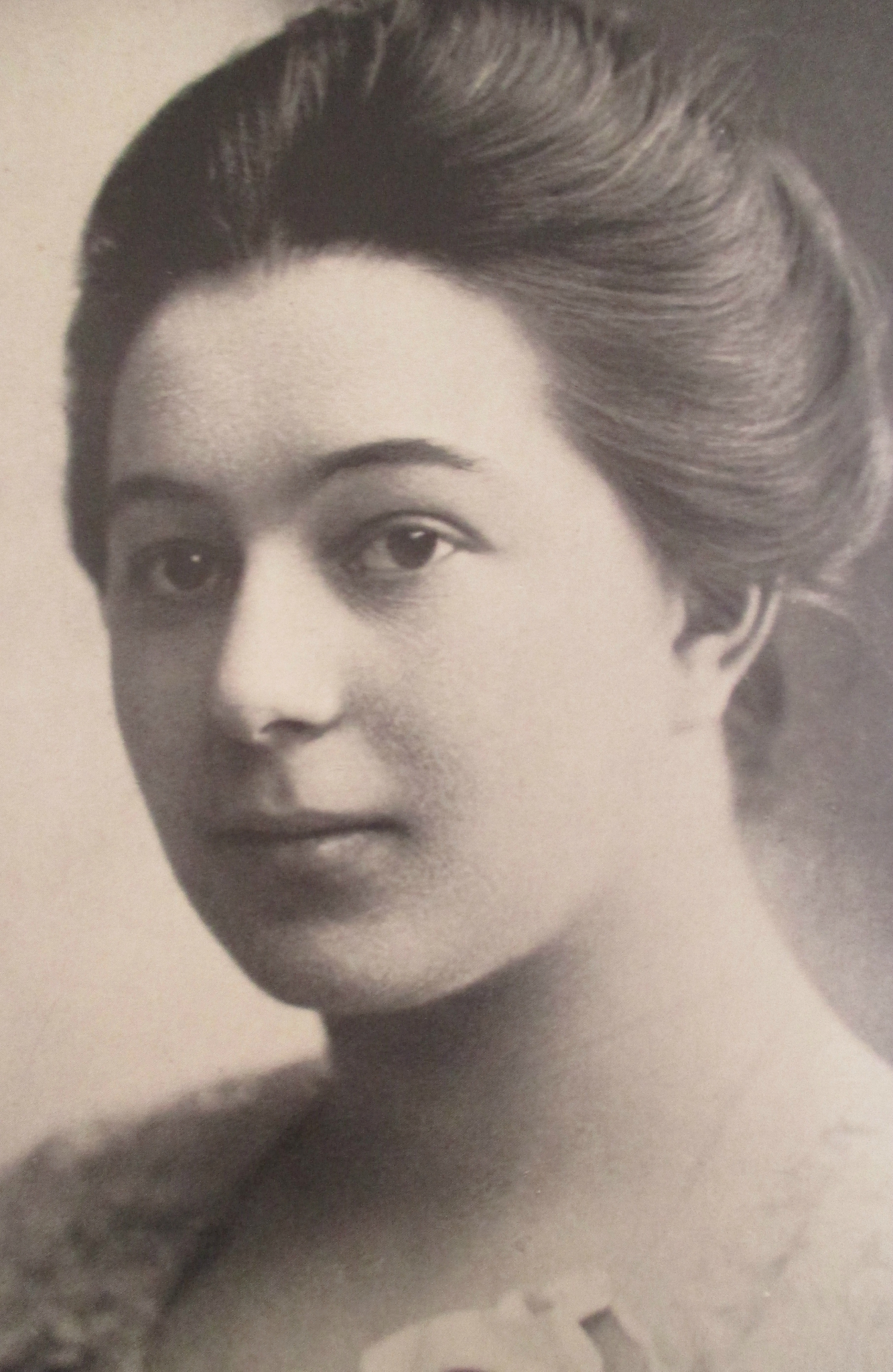
Sonia Delaunay, circa 1910.

Para evitar las presiones familiares que la exigían volver a Rusia, pacta un matrimonio de conveniencia con Wilhelm Uhde, y se casan en 1908 en Londres. Uhde introdujo a Sonia en los círculos artísticos frecuentados por Braque, Picasso, Derain y Vlaminck. Allí conoció a Robert Delaunay. Pronto se dieron cuenta de que compartían las mismas preocupaciones artísticas. La relación entre los dos artistas se fue consolidando, y en 1910 Sonia se divorcia de Uhde y se casa con Robert Delaunay. Él la animó a decantar sus investigaciones y obras hacia las artes aplicadas, y en cierto modo Sonia abandona la pintura como medio de expresión y se adentra en estas otras técnicas artísticas. Este cambio de dirección en su producción hará que tanto Sonia como Robert Delaunay se pasaran a la abstracción pura siguiendo caminos distintos aunque relacionados entre sí, y entraran en la historia del arte en categorías diferentes y desiguales.

## El matrimonio simultáneo
La pareja se instaló en la Rue des Grands Augustins, donde mantuvieron un taller hasta 1935. Y en torno al matrimonio Delaunay-Terk se formó un círculo de pintores, músicos y escritores, entre los que estaba Apollinaire.
Coincidiendo con el nacimiento de su hijo Charles, Sonia creó su primera obra abstracta, una colcha de patchwork para la cuna de su hijo. Hecho con retales de ropa que combinaban una serie de colores contrastados. Robert identificaba la colcha con el arte popular ruso, pero los amigos de la familia e integrantes del círculo artístico que los rodeaba no dudaron a la hora de reconocer los principios del cubismo que recogía la obra textil y destacar la combinación de colores únicos que había realizado Sonia.
A partir de ese momento, y animada por la admiración que había despertado entre sus compañeros artistas comenzó a diseñar pequeños objetos de decoración con colores vivos, primero para la casa, para cubrir sus necesidades, pero poco a poco fue diseñando objetos para sus amigos y miembros del círculo de artistas que frecuentaban su casa. Pintó sus primeros Contrastes simultáneos, y creó sus primeras encuadernaciones a base de collage para los "libros que ama" (Rimbaud, Mallarmé o Apollinaire). Inició una estrecha amistad con Blaise Cendrars, para quien hizo la encuadernación del libro   La Pascua en Nueva York y más tarde ilustró el poema La Prose du Transsibérien et de la Petite Jehanne de France. Durante este tiempo también realizó varias portadas para la revista Der Sturm, al tiempo que realiza sus primeros modelos simultáneos (chalecos y trajes que lucían ella y Robert). En 1912 vuelve a la pintura, aunque no fue un retorno a las exposiciones. En efecto, su fama se había extendido rápidamente por Europa occidental, pero se la consideraba más una diseñadora comercial que una artista. Y es que Sonia aplicó los principios de simultaneidad a una amplia gama de materiales y objetos, desde colgantes, pinturas, telas, tapas de libros hasta objetos del hogar.
En 1913, participó en el Primer Salón de Otoño de Berlín, donde expuso una veintena de pinturas y objetos. Un año más tarde participó en el Salón des Indépendants en París donde expuso sus Prismas eléctricas. Diseñó varios carteles publicitarios para marcas como Dubonnet, Zèntih o Chocolat y continuó colaborando con Cendrars, quien le dedicó el poema Sur la robe ella a un corps, inspirado por los vestidos simultáneos de Sonia.

## Estancia en la península ibérica: pintura y objetos
En verano de 1914, los Delaunay estaban de vacaciones en Fuenterrabía. Al estallar la Primera Guerra Mundial deciden quedarse en España, ya que Robert había sido declarado inútil para el servicio militar, y se instalan en Madrid. Durante este periodo Sonia comienza la serie de pinturas Chanteurs de Flamenco. Al año siguiente, marchan a Lisboa y alquilan en Vila do Conde una casa, que compartían con Eduardo Vianna y Sam Halpert. Durante esta estancia en Portugal se reencontraron con Amadeo de Souza-Cardoso, al que habían conocido en París, y también entran en contacto con otros artistas portugueses como José Pacheco y José de Almada-Negreiros. Sonia, que había comenzado a estudiar la relación de la luz y el movimiento en 1913, descubrió en España una nueva dimensión de la luz y esta sensación se intensificó en Portugal, una luz "desembarazada de grises que exalta el color que se ha convertido una entidad en sí mismo”. Inició un periodo de actividad muy intensa, recuperando los temas figurativos e imágenes cotidianas, donde expresa esta influencia de la luz en los colores de sus composiciones. Expuso en Estocolmo, en la Nya Konstgalleriet, y realizó la portada del catálogo. También realizó varias portadas para la revista Vogue y creó objetos de cerámica. Comenzó a trabajar con grandes composiciones con cera sobre tela como Marché au Minho y Hommage au donateur, en un intento por acercarse al arte monumental. En este sentido diseñó la fachada de una capilla para un convento de jesuitas, pero el proyecto no se llevó a cabo.
En 1917, el matrimonio Delaunay abandonó Portugal y se instaló en Barcelona. Es durante su estancia en esta ciudad donde se enteran de que ha estallado la Revolución Rusa, lo que supuso un trastorno para la economía de la familia, ya que Sonia dejó de percibir las rentas que recibía de Rusia y que hasta entonces habían supuesto su pilar económico. Deciden entonces marchar a Madrid, donde recibieron el apoyo de Serguéi Diáguilev. Gracias a él, consiguieron colaborar con los Ballets Rusos y Sonia diseñó el vestuario para la reposición del ballet Cleopatra. Diáguilev, además, puso en contacto a Sonia con Alfredo Escobar y Ramírez, marqués de Valdeiglesias, director del diario La Época y miembro de la aristocracia española. Este contacto le abrió un mundo nuevo de posibilidades, pues las mujeres de la aristocracia española empezaron a encargarle vestidos y objetos de decoración para sus hogares. También llevó a cabo la decoración del Pequeño Casino de Madrid. Igualmente, gracias a Diáguilev consiguió apoyo económico y abrió su primera boutique de moda (vestidos simultáneos, bordados coloreados) y complementos (bolsos, abanicos, paraguas...). Tuvo un éxito inmediato, y los principales miembros del mundo artístico madrileño se convirtieron en su clientela habitual. Esta actividad económica le permitió cubrir las necesidades de la familia y le dieron fama y prestigio. Tanto es así, que abrió sucursales de su tienda en Bilbao, San Sebastián y Barcelona. Al mismo tiempo se estrenó en Londres el ballet Cleopatra, cuyo diseño de vestuario, realizado por Sonia, causó tanto furor que le encargaron el diseño de los trajes de la ópera Aida, estrenada en el Liceo de Barcelona en 1920.

## Regreso a París: espectáculos y decoración
En 1921, atraídos por las nuevas ideas y las nuevas corrientes artísticas que surgen en París, los Delaunay deciden volver a la ciudad. Robert marcha unos meses antes y Sonia se queda en Madrid para liquidar sus negocios. En París pronto vuelven a integrarse en los movimientos de vanguardia y reconstruyen su ciclo de amistades, entre los que se encuentran Albert Gleizes, André Lhote y André Breton, artistas como Tristan Tzara, Philippe Soupault o Joseph Delteil escribían poemas inspirados en las creaciones de Sonia y lucían las ropas que ella diseñaba y confeccionaba para ellos. Sonia decidió continuar financiando a la familia con el uso comercial de su talento y, con la experiencia adquirida en Madrid, acondiciona la librería Au sans pareil en Neully. Allí realizó las Ropas poemas en colaboración con sus amigos artistas, y retorna a la encuadernación de portadas de libros de Tristan Tzara y Iliazd.
En 1923 se encargó de realizar el vestuario de una obra de Tzara, Le coeur à gaz. El espectáculo terminó con la intervención de la policía, pero los trajes de Sonia fueron todo un éxito, y la crítica se hizo eco de sus composiciones. A raíz de este éxito de prensa, una importante empresa textil de Lyon se puso en contacto con ella para diseñar motivos por sus tejidos, Sonia Delaunay se convirtió en la más conocida de un grupo de artistas del siglo XX, desde Raoul Dufy a Varvara Stepanova, y sus diseños entraron de lleno en el mundo de la moda comercial.
Al año siguiente, participó en un acto en favor de los refugiados rusos, donde presentó la "moda del futuro", maniquíes vestidos con sus diseños y acompañados por un poema de Joseph Delteil. Este nuevo éxito la llevó a asociarse con el modisto Jacques Heim, con quien abrió el Atelier simultané, momento en que creó sus primeros abrigos bordados, que causaron un fuerte impacto en la moda del momento. Expuso sus obras en el Salon d'Automne y las presentó en movimiento, gracias a una máquina inventada por Robert. En 1925, el trabajo de diseño de Sonia constituía una ampliación del concepto de modernidad llevado a la cotidianidad, por lo que su nombre se convirtió en sinónimo de "estilo moderno".
En 1926, participó en la exposición "Treinta años de arte independiente" en el Grand Palais. Junto con su marido, se aventura en el mundo del cine, donde diseñaron los decorados y el vestuario de las películas Le P'tit Parigot de LeSomptier, y Vertige de Marcel de L'Herbier.
El éxito de los diseños de Sonia se traduce en la invitación que recibe de la Sorbona de París para dar una conferencia en 1927: El influence de la peinture sur del arte vestimentaire. Pero, aun así, con la recesión económica que sufre Francia, se ve obligada a cerrar su Atelier simultané. Forma parte de la primera exposición de la Unión de los Artistas Modernos en el Museo de las Artes Decorativas y en una exposición itinerante que viajó a los Estados Unidos. A partir de 1931 el matrimonio une fuerzas para dedicarse de lleno al arte abstracto. Durante este período, que duró hasta 1934, se dedican casi exclusivamente a la pintura, pero Sonia continúa alternando su interés con las artes decorativas, escribiendo artículos en revistas de moda. Trabaja también en muchos carteles publicitarios, donde comenzó a incorporar las lámparas de mica-tube. En esta línea crea el cartel luminoso para el papel de cigarrillos Zig-Zag, con el que gana el primer premio del concurso organizado por la Compañía Parisina de Distribución Eléctrica.

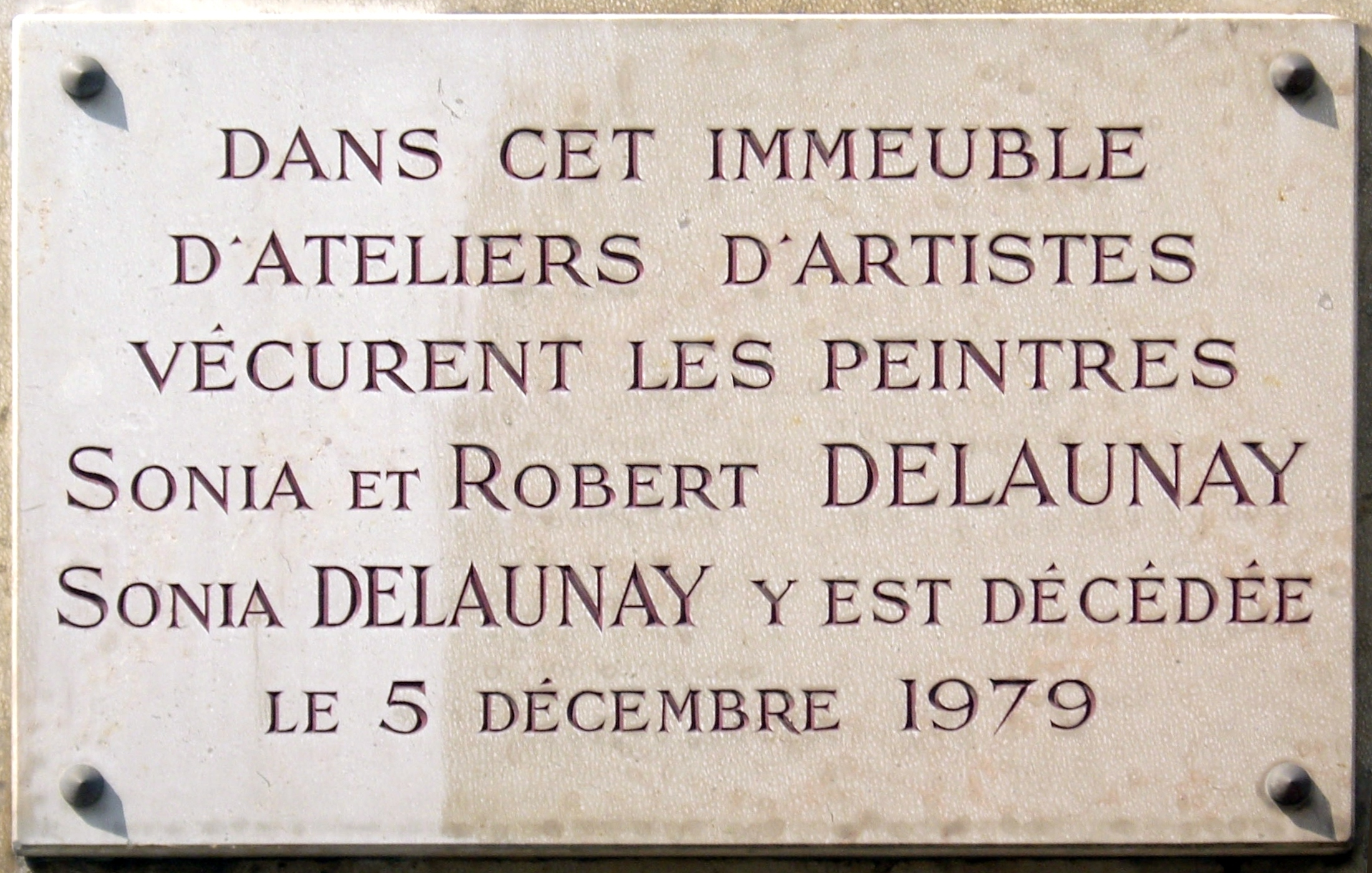
Placa donde vivieron Sonia y Robert Delaunay

En 1937, Robert Delaunay recibe el encargo de la decoración de dos pabellones de los arquitectos Mallet Stevens y Felx aublet, pero no duda en incorporar al equipo de trabajo a Sonia, que ya había demostrado sus aptitudes para la decoración monumental con el Hommage au donateur. El equipo integrado por un total de 50 obreros y pintores como Bissière, Gleizes, Lhote, Survage... obtuvo la medalla de oro por sus paneles del Pabellón de los Ferrocarriles, y esto facilitó el reconocimiento de la crítica y del público por el trabajo que había realizado el matrimonio Delaunay-Terk. Siguiendo en esta línea de arte monumental, en 1938 Sonia realizó una puerta de cemento coloreado para la entrada de la exposición Arte Mural. A petición de Othon Friesz, el matrimonio Delaunay realizaron la decoración del vestíbulo de las esculturas del Salon des Tulleries, con Rhytm de grandes dimensiones. Un año más tarde, Sonia y Robert junto con otros artistas defensores del arte abstracto (Van Doesburg, Fredo Side...) organizaron la exposición Réalités Nouvelles. Su importancia radicó en que reunía por primera vez una exposición de artistas íntegramente abstractos. También participó en una retrospectiva de los Ballets Russes de Diáguilev en el Museo de Artes Decorativas de París. Robert murió en 1941, y unos años más tarde Sonia se trasladó a Toulouse donde se reencontró con viejos amigos como Tzara o Uhde. Allí decoró el Centre d'Accueil International de la Cruz Roja, que fue su última obra de decoración de interiores.
A partir de 1945 se instaló de nuevo en París, dedicando sus esfuerzos a que se reconociese el talento de Robert y, junto con Louis Carré, organizó la primera retrospectiva de Robert Delaunay en 1946. Conjuntamente con Fredo Side organizó el primer Salon des Réalités Nouvelles donde el único requisito era la no figuración, y en él Sonia participó en varias ocasiones.

## Reconocimiento de su obra como artista
A partir de 1950 se comienzan a publicar recopilaciones de sus obras, litografías,  ilustraciones,  gouaches... continúa trabajando en su obra, investigando sobre el color, y ampliando su producción hacia el campo de los mosaicos y los vitrales. También recupera sus investigaciones sobre alfombras y vuelve a diseñar vestuario y decorados para el teatro. La muerte de Robert liberó a Sonia de la creencia de que solo podía haber una única carrera artística por el matrimonio. Y a partir de aquí comienza el reconocimiento a su obra individual.
En 1958, el Städtischs Kunsthaus de Bielefeld (Alemania) organizó la primera gran retrospectiva de la obra de Sonia Delaunay, con un total de 250 obras. Después de esta exposición la siguieron toda una serie de exposiciones individuales en todo el mundo hasta los años 80. En 1964 Sonia y su hijo Charles, hicieron una donación al estado francés de un total de 101 obras de Sonia y Robert Delaunay, pero hasta 1987 no se pudo ver su obra junta, cuando se inauguró una destacada exposición en el Museo de Arte Moderno de París. En 1971 decora un automóvil, un Matra 530, los beneficios de la venta se destinaron a la investigación médica. Su preocupación constante por la aplicación del color más allá de la pintura, queda demostrada en la aplicación de sus principios en una amplia variedad de técnicas artísticas. En 1975 fue nombrada por el estado francés Oficial de la Legión de Honor. En 1978 publicó el libro Nuevos Irons jusqu'au soleil, donde Sonia reflexiona sobre su trabajo y el de Robert, como el matrimonio compartía una misma visión estética, expresada en unas formas similares, pero que se materializó en técnicas diferentes.
En 1979, sufrió un accidente que redujo bastante su movilidad; sin embargo, continuó pintando. Su última obra fueron unos gouaches para la gran retrospectiva organizada por el Museo Albright-Knox de Búfalo. Murió en su taller el 5 de diciembre de 1979.
El Museo Nacional Thyssen-Bornemisza celebró en 2017 Sonia Delaunay. Arte, diseño y moda, la primera exposición monográfica de la artista en España. En 2023, la misma institución la incluyó en su exposición Maestras, junto a la obra de otras artistas como Artemisia Gentileschi, Angelica Kauffmann, Clara Peeters, Rosa Bonheur, Mary Cassatt, Berthe Morisot, María Blanchard, Natalia Goncharova o Maruja Mallo.